# Heike Götz (Moderatorin, 1964)

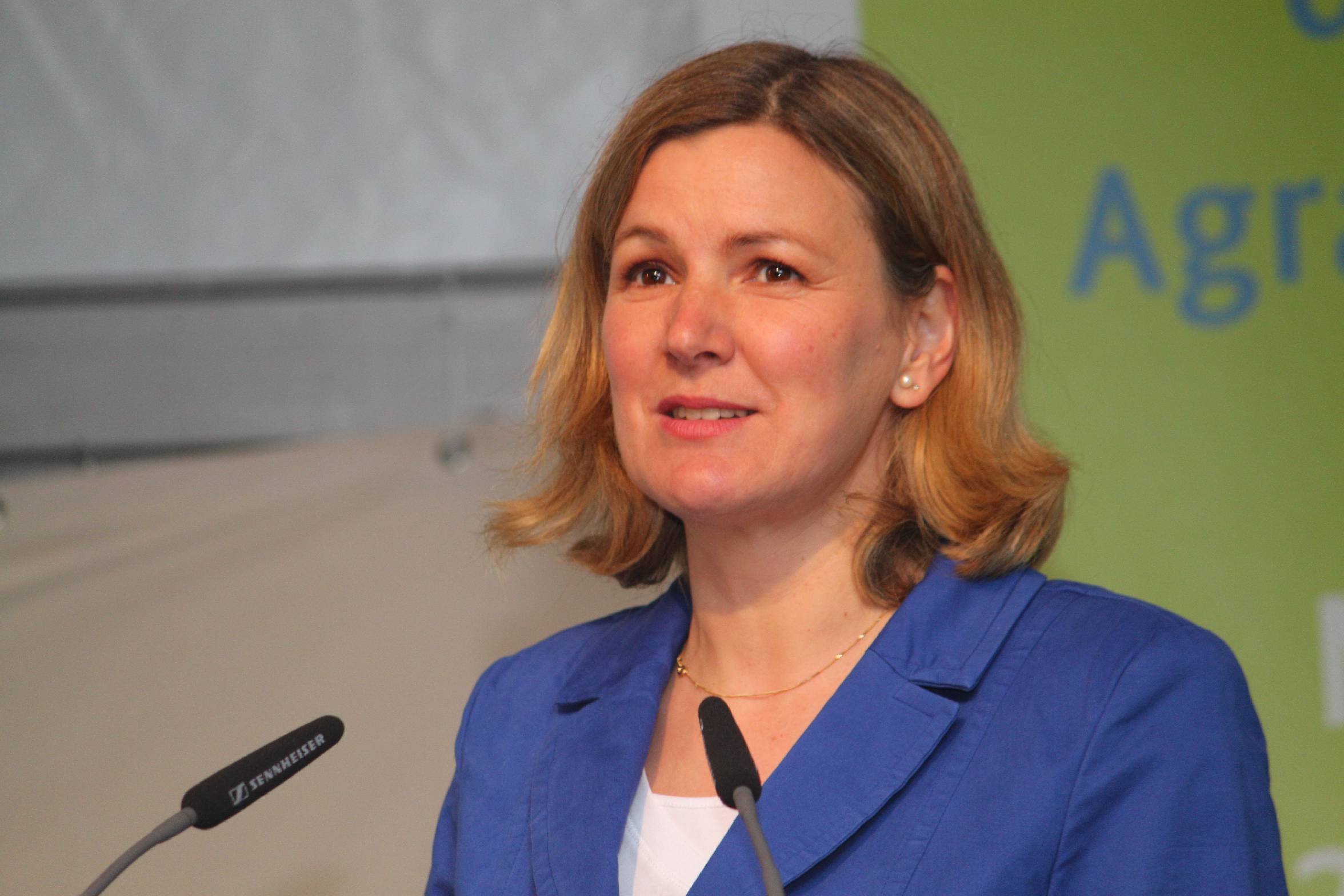
Heike Götz, 2012

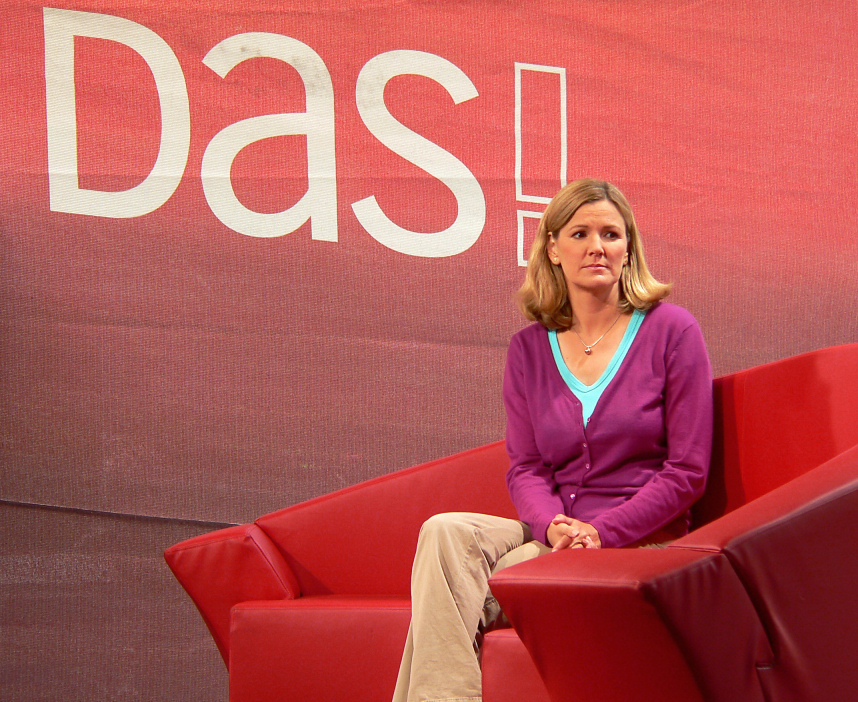
Auf dem „Roten Sofa“ der NDR-Sendung DAS!

Heike Götz (* 1964 in Grimmen) ist eine deutsche Journalistin und Moderatorin beim NDR. Bekannt ist sie vor allem für die Moderation der Sendung Landpartie und Pilgern im Norden.

## Leben und Wirken
Nach Abitur und Studium wurde sie Lehrerin in Ost-Berlin. Nach der Wende 1989 war sie als Nachrichtensprecherin beim Jugendradio DT64 tätig, später dann beim neu gegründeten Ostdeutschen Rundfunk Brandenburg. Anschließend lernte sie in einem 18-monatigen Volontariat das Handwerk einer Hörfunk- und Fernsehjournalistin. Die erste Station danach war das Antenne-Brandenburg-Studio in Perleberg.
Seit März 1999 ist Heike Götz mit einem Fahrrad in der NDR-Sendung Landpartie im NDR-Sendegebiet unterwegs, stellenweise auch in den ihm angrenzenden Regionen. Das Fahrrad ist in Wirklichkeit nur eine Requisite und dient in der Sendung als Stilmittel für Überleitungen.
Heike Götz ist verheiratet und lebt mit ihrem Mann in Wentorf bei Hamburg. Im Jahr 2017 warb sie als „Bootschafterin“ für die Deutsche Gesellschaft zur Rettung Schiffbrüchiger.